# Spider-Man 3 (banda sonora)
La banda sonora de Spider-Man 3 hace referencia a la partitura de la película Spider-Man 3 (2007) de Sam Raimi, compuesta por Christopher Young en sustitución de Danny Elfman, una vez que no volvió para componer la partitura de la tercer película por los problemas que tuvo con Raimi al final de Spider-Man 2 (2004).
Sin embargo, a diferencia de las partituras elaboradas previamente, el trabajo de Young para la película no fue lanzado oficialmente por Sony Music, a pesar de que se ha compartido en internet de forma independiente.

## Antecedentes
Durante la etapa final de producción de Spider-Man 2 (2004), el compositor Danny Elfman y el director Sam Raimi tuvieron múltiples desacuerdos durante la creación de la banda sonora de la película, lo que llevó al distanciamiento de Elfman de la trilogía de Spider-Man una vez que terminó de componer la partitura, negándose a trabajar en la partitura de Spider-Man 3.
Según Elfman, trabajar en Spider-Man 2 fue una “experiencia miserable”, principalmente porque Sam Raimi no le dejaba componer la partitura libremente, presionándolo constantemente para que su banda sonora tuviese un sonido bastante similar al de la primer película de Spider-Man (2002), además de insistir en que la escena de la demostración del Doctor Octopus se asemejara al tema de Hellbound: Hellraiser II de Christopher Young, negándose a hacerlo porque no buscaba imitarlo. Esto llevó a la eventual contratación de Young por parte de Sony Pictures y Sam Raimi para componer un tema similar al de Hellraiser II, pero cómo no pudo acercarse a lo esperado, se optó por licenciar el tema para la película.
Además de componer el tema de la demostración del Doctor Octopus, Christopher Young y John Debney elaboraron nuevas partituras para la película, en sustitución de los que Elfman había creado con anterioridad. Asimismo, Sony reutilizó una parte de la partitura de Spider-Man (2002) en las escenas claves de la cinta. Luego de múltiples rumores sobre el posible regreso de Danny Elfman para componer la música de la película, Sony Pictures confirmó más tarde que Christopher Young sería el nuevo compositor para Spider-Man 3.

## Composición
Para componer la música de la película, Christopher Young decidió reutilizar las composiciones de las anteriores películas que Danny Elfman había elaborando previamente, principalmente los temas de Peter Parker/Spider-Man, así cómo los de amor fraternal y romántico entre la Tía May y Mary Jane Watson y el tema principal de las películas previas, conocido como «Main Themes». Además, compuso nuevos temas para los personajes: El Hombre de Arena, Venom y el Traje Negro.
El tema del Hombre de Arena (Flint Marko) utiliza dos saxofones en contrabajo, dos clarinetes en contrabajo, dos fagots en contrabajo, y ocho trompetas, todo esto con el propósito de sonar bajo, agresivo y peligroso. Por otro lado, el tema de Venom, el cual usa ocho trompetas, es descrito como uno peligroso, inclinándose a un tomo más demoníaco; Young se refirió a él cómo “Si el fuese el diablo personificado”.
Otro de los temas conocidos de la partitura se encuentra «The Birth of Sandman», tema lírico y dramático que acompaña la transformación de Marko en el Hombre de Arena, el cual aparece en algunas partes del filme, y el tema del traje negro, asociado a Spider-Man usando el traje alienígena; siendo identificado por una fuerte y oscura fanfarria. 
Christopher Young explicó a IGN que fue un proceso complejo crear una banda sonora que se mantuviera fiel al estilo musical establecido por Danny Elfman en las dos partituras previas de Spider-Man:

«Danny [Elfman] es un compositor extraordinario y sus contribuciones a Spider-Man y Spider-Man 2 fueron fenomenales. Marcó la pauta de la personalidad musical de esa serie. Fue una tarea difícil, un papel difícil de asumir. Por un lado, tuve que adoptar los temas de otro compositor, imitar su sonido y citarlo, literalmente citar pasajes de sus partituras, pero al mismo tiempo intentar crear material exclusivamente mío, asegurándome de que no se desviara tanto del camino que pareciera cortado por el mismo patrón. Es una tarea difícil. He hecho secuelas antes, pero nunca me han pedido que copie a mi predecesor. Normalmente es: 'Por favor, no hagas caso a lo que hizo tu predecesor. Preferimos que traigas algo completamente nuevo'. Así que, sí, fue un reto.»

## Recepción
La partitura de Young ha recibido varios premios entre los medios de comunicación, entre ellos un Film & TV Music Award por mejor partitura dramática, venciendo a bandas sonoras como Piratas del Caribe: en el fin del mundo de Hans Zimmer, o The Bourne Ultimatum de John Powell.

## Lista de canciones
Todas las canciones son compuestas por Christopher Young (excepto «Main Titles/Main Web», compuesto por Danny Elfman), e interpretadas por The Hollywood Studio Symphony.
| Spider-Man 3 (Original Motion Picture Score): Edición Estándar (Lanzamiento No Oficial) |                                             |          |  |
| N.º                                                                                     | Título                                      | Duración |  |
| 1.                                                                                      | «Main Titles»                               | 3:16     |  |
| 2.                                                                                      | «Harry In Lab / Web / Meteor»               | 2:43     |  |
| 3.                                                                                      | «Enter Flint Marko»                         | 0:56     |  |
| 4.                                                                                      | «Harry Attacks Peter»                       | 4:10     |  |
| 5.                                                                                      | «Birth Of The Sandman»                      | 3:15     |  |
| 6.                                                                                      | «Transformation Montage»                    | 3:03     |  |
| 7.                                                                                      | «Subway Confrontation»                      | 4:39     |  |
| 8.                                                                                      | «Church Montage»                            | 4:24     |  |
| 9.                                                                                      | «Spider-Man Returns / Venom Attacks»        | 5:29     |  |
| 10.                                                                                     | «Helpless Spider-Man / Harry To The Rescue» | 4:32     |  |
| 11.                                                                                     | «Sandman Confesses To Peter»                | 5:32     |  |
| 12.                                                                                     | «Happy Ending»                              | 2:34     |  |
| 13.                                                                                     | «Aunt May's Theme (Unused)»                 | 1:49     |  |
| 46:22                                                                                   |                                             |          |  |

| Spider-Man 3 (Original Motion Picture Score): Edición Expandida (Lanzamiento No Oficial) |                                             |          |  |
| N.º                                                                                      | Título                                      | Duración |  |
| 1.                                                                                       | «Main Web»                                  | 3:16     |  |
| 2.                                                                                       | «Harry In Lab / Web / Meteor»               | 2:43     |  |
| 3.                                                                                       | «Marko Evades Police»                       | 1:37     |  |
| 4.                                                                                       | «Daughter Gives Flynt Locket»               | 1:38     |  |
| 5.                                                                                       | «Aunt May Gives Peter Ring»                 | 1:52     |  |
| 6.                                                                                       | «Harry Confronts Peter»                     | 4:10     |  |
| 7.                                                                                       | «Subway Confrontation»                      | 4:39     |  |
| 8.                                                                                       | «Flynt Starts to Transform»                 | 1:06     |  |
| 9.                                                                                       | «Birth Of Sandman»                          | 3:12     |  |
| 10.                                                                                      | «Helpless Spider-Man / Harry To The Rescue» | 4:32     |  |
| 11.                                                                                      | «Peter Leaves M.J. Alone in Appartment»     | 0:52     |  |
| 12.                                                                                      | «Spider-Man saves Gwen»                     | 1:19     |  |
| 13.                                                                                      | «Gwen watches Spider-Man Leave»             | 0:14     |  |
| 14.                                                                                      | «Harry Comes Home»                          | 0:41     |  |
| 15.                                                                                      | «M.J. Gets Fired»                           | 0:26     |  |
| 16.                                                                                      | «Keys to the City»                          | 0:14     |  |
| 17.                                                                                      | «Sandman In Dump Truck»                     | 2:09     |  |
| 18.                                                                                      | «Sandman Crashes Party»                     | 2:55     |  |
| 19.                                                                                      | «Peter Leaves M.J. Message»                 | 1:00     |  |
| 20.                                                                                      | «Flashback Uncle Ben's Murder»              | 2:04     |  |
| 21.                                                                                      | «Transformations / Black Suited Spidey»     | 3:00     |  |
| 22.                                                                                      | «Black Spidey Destroys Eddie's Camera»      | 2:12     |  |
| 23.                                                                                      | «Tunnel Fight / Black Suit In Trunk»        | 2:15     |  |
| 24.                                                                                      | «M.J. Walks Alone»                          | 1:13     |  |
| 25.                                                                                      | «M.J. Visits Harry»                         | 0:26     |  |
| 26.                                                                                      | «Harry and M.J. Kiss / Talk with Dad»       | 2:14     |  |
| 27.                                                                                      | «Harry Grabs M.J.»                          | 0:29     |  |
| 28.                                                                                      | «M.J. And Peter Break Up»                   | 0:53     |  |
| 29.                                                                                      | «Apt Fight»                                 | 2:11     |  |
| 30.                                                                                      | «Peter Walks Down Street»                   | 0:35     |  |
| 31.                                                                                      | «Peter Busts Eddie Brock»                   | 1:29     |  |
| 32.                                                                                      | «Sandman Emerges From Drain»                | 0:42     |  |
| 33.                                                                                      | «Peter Tempted By Black Suit»               | 1:18     |  |
| 34.                                                                                      | «Black Spidey Goes To Chuch»                | 4:25     |  |
| 35.                                                                                      | «Peter Gives Back Aunt May's Ring Back»     | 1:46     |  |
| 36.                                                                                      | «Sandman Meets Venom»                       | 0:52     |  |
| 37.                                                                                      | «Peter At M.J.'s Window»                    | 0:59     |  |
| 38.                                                                                      | «Venom Sting»                               | 0:06     |  |
| 39.                                                                                      | «News Report / Taken»                       | 1:08     |  |
| 40.                                                                                      | «Peter Begs Harry To Help»                  | 2:11     |  |
| 41.                                                                                      | «M.J. In Taxi Web»                          | 0:19     |  |
| 42.                                                                                      | «Final Batle Pt. 1»                         | 3:06     |  |
| 43.                                                                                      | «Final Batle Pt. 2»                         | 2:30     |  |
| 44.                                                                                      | «Final Batle Pt. 3»                         | 1:10     |  |
| 45.                                                                                      | «Final Batle Pt. 4»                         | 3:10     |  |
| 46.                                                                                      | «Final Batle Pt. 5»                         | 2:15     |  |
| 47.                                                                                      | «Marko's Remorse / Harry Dies»              | 5:37     |  |
| 48.                                                                                      | «Happy Ending»                              | 1:16     |  |
| 49.                                                                                      | «End Tag»                                   | 0:49     |  |
| 50.                                                                                      | «End Web»                                   | 5:07     |  |
| 1:36:22                                                                                  |                                             |          |  |